# Parafia św. Bartłomieja w Koniakowie
Parafia Świętego Bartłomieja w Koniakowie – parafia rzymskokatolicka w Koniakowie, należąca do dekanatu Istebna, diecezji bielsko-żywieckiej. W 2005 zamieszkiwało ją ponad 3000 katolików.
Budynek obecnego kościoła parafialnego wybudowano w latach 1884–1901, rozbudowano w 1956–1958. Stały duszpasterz pojawił się tu w 1946, a parafię erygowano w 1957.

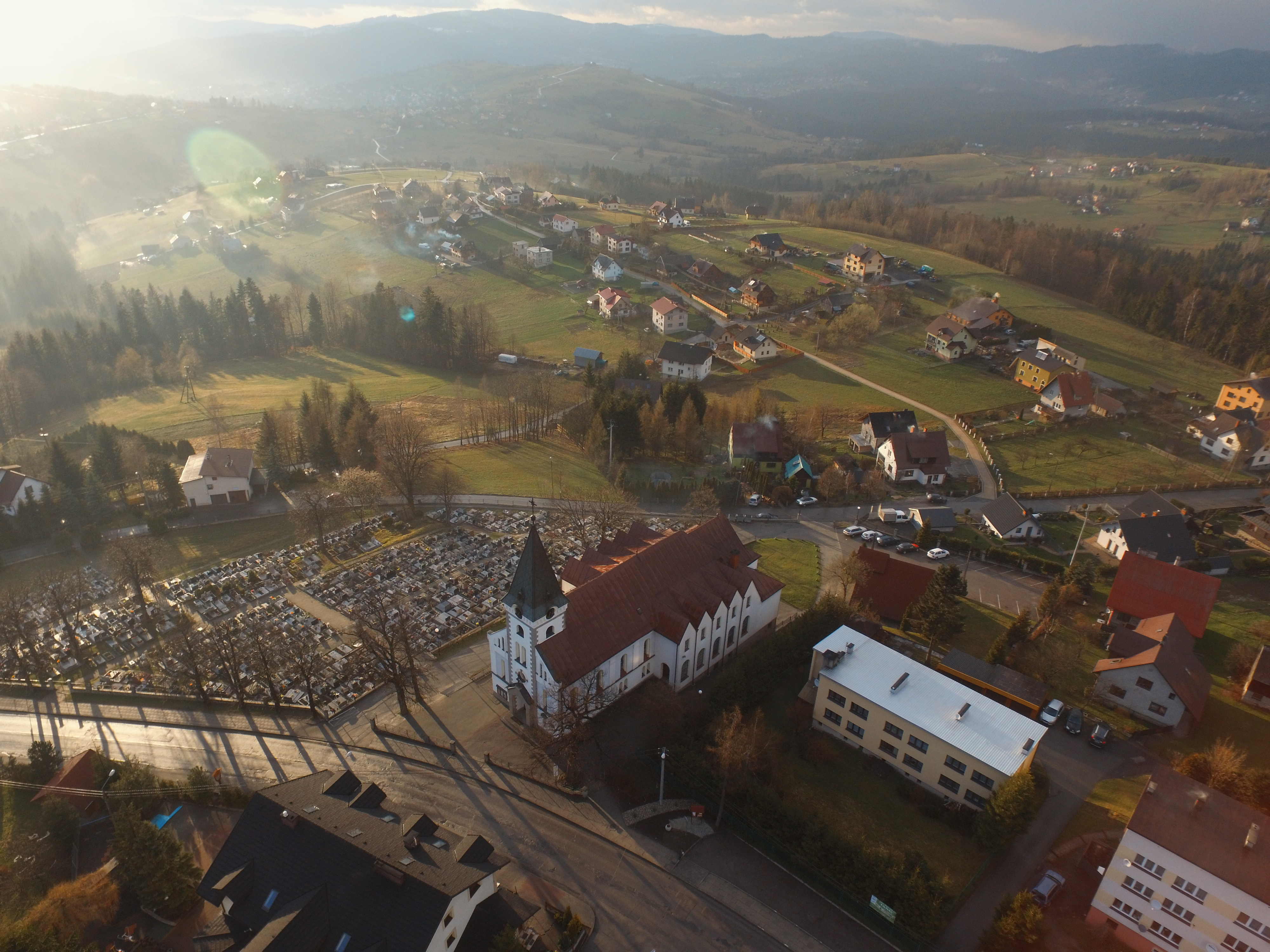
Kościół i cmentarz parafialny

## Proboszczowie
Źródło: oficjalna strona parafii
- ks. Franciszek Tobola (1946–1981)
- ks. Antoni Goliasz (1981–1993)
- ks. Jerzy Kiera (1993–2018)
- ks. Krzysztof Pacyga (od 2018)[3]